# WRESTLE LAND
WRESTLE LAND（レッスル・ランド）は、新日本プロレスが主催していた、お笑いなどのコミカル性、エンターテイメント色の強いプロレス興行。

## 登場人物
新日本プロレスの通常シリーズとはギミック、コスチュームなどを若干変えて本隊興行との差別化を図っている。新日本所属選手のギミックは大半が、かつて本隊興行で用いられたものを再利用してアレンジを加えている。フリー、他団体参戦選手は、そのままのギミックである。

### 正規軍
- 平田淳嗣

背広姿のスポークスマン。試合にはスーパー・ストロング・マシーンとして出場する。主催者ではなく広報役で権限はないため記者、レポーター、現場監督を名乗りだす中西学などに詰め寄られると弱弱しくなることもあるが、表舞台に背広組が平田しかいないこともあり、最終判断を下すことも多い。試合前には「マシンが〜と言っています」とマシンとは別人であることを強調する発言をすることが定番。煽りVTRではセリフを棒読みすることに徹している。
- 棚橋弘至

本線と異なり、黒のショートタイツ。インタビュー時には股間を強調し、「がっちりもっこり」をキャッチフレーズとしていた。棚橋いわくプロレス界一のチャラ男＆ナルシスト。第3回ではマイクパフォーマンスにおいて「ハッスルランド」と言い間違えるなど本隊とは違うやや抜けたキャラクター付けをしている。「レッスルラン道」の名でボーナスマッチに出場。
- タイガーマスク（4代目）

本線とはコスチュームが異なり、ボアなどが足されている。正規軍ではベビーフェイスだが対戦相手のマスクを剥ぎ取るなどの行為をする。技などは変化なく、特定のライバルが現れることもなかったこともあり存在感はやや薄い。
- 江戸侍

袴を着用。それ以外の試合運びなどはエル・サムライと同一。普段はロングタイツだが袴の隙間から生足が見えることが最大の特徴。第4回でのキャラクター封印マッチに敗れたのちはエル・パーパスとして登場。この封印マッチで敗れた末、最終興行では本来のエル・サムライとして出場した。
- ペガサス・キッド（2代目）

かつてクリス・ベノワが日本で名乗っていた覆面レスラーの2代目。初代と同じく、ジャパニーズスタイル習得の為に来日したという。初めて覚えた日本語は「ガッチリ モッコリ イクゼ」。ファイトスタイルは:初代を意識しながらもヤングライオンに準じた基本的なもの。
- 田中

稔（田中稔）にそっくりで、彼を尊敬している後輩というギミック。稔と異なり、苗字だけがリングネームである。怪我で試合をキャンセルした稔の代役として登場。C.T.Uに入る前のオレンジ色のタイツを着用する。必殺技のひとつであるミノルスペシャルがタナカスペシャルという名になる。「ハッピーラン道」の名でボーナスマッチに出場するなど、回が進むにつれ棚橋とのツートップの形となる。
- 邪道&外道

FMWやWARの時代に着用していた大きめの忍者シャツ型コスチュームを着用。背中にリングネームが記されている。のちに外道の自伝において「気持ちいいものではなかった」旨が明かされている。リングネームも含め本線では反体制側であるが、WRESTLE LANDでは正規軍というポジショニング。
- バーナー道

邪道&外道と同じタイプのコスチュームを着用し、2メートルの体で大暴れする。
- 北海道

邪道&外道とチームを組むため、石狩の出身地にちなみ「北海道」のリングネームと前述の2名と同タイプのコスチュームを着用。第4回からはリングネームを石狩太一に戻した。当時の所属はフリー。
- 田口隆祐

凱旋帰国時をほうふつさせるアフロ頭とパンタロンで入場する。試合スタイル自体は本線での田口と変化はない。
- 中西学

第4回でガスパー（後述）の扮装をしてメインイベントに乱入。ナカニシランド発言以降は、自身のワンダーランド開園に向け、他人の耳を貸さず突き進み、キーパーソンとなっていく。自称現場監督。口癖は「Go for Broke（当たって砕けろ）」。
- ハラキリ・ハカタ2号

ハラキリ・ハカタの友人でにわかせんべいを模した覆面を被る。福岡大会のみに出場。

### 魔界倶楽部
- 星野勘太郎

ユニット「魔界倶楽部」の総裁。本隊興行での活動が自然消滅していた軍団であったが復活。WRESTLE LANDを“魔界ランド”に変えるべく魔界の穴で数々のレスラーを育成。かつての魔界倶楽部と異なり、なにがしかにより封印されたキャラクターを呼び起こし再生している。
- 魔界2号

魔界倶楽部オリジナルメンバー。
- 魔界5号

魔界倶楽部オリジナルメンバー。
- 魔界レイ・コブラ

1987年に来日した覆面レスラーと同一コスチュームの怪人。
- 魔界レイ・コブラ3号

1987年に来日した覆面レスラーと同一コスチュームの怪人3号。
- 魔界マスクド・ハリケーン

1981年に初来日した覆面レスラーと同一コスチュームの怪人。体型や飛び方がグラン浜田と全く同じ。マスカラ・コントラ・マスカラ（敗者マスク剥ぎマッチ）で敗北したがマスクを脱がなかった。
- 魔界マスクド・カナディアン

1978年に初来日した覆面レスラーと同一コスチュームの怪人。名前とは裏腹に国籍は不明。星野総裁にスカウトされ“魔界の穴”で、クラシカルなレスリングスタイルとダーティスタイルを注入されている。憎き藤波イズムを継承する棚橋弘至に牙をむく。
- 魔界マスクド・デビロック

棚橋がかつて使ったギミック「マスクド・デビロック」の魔界暗黒バージョン。棚橋よりも切れ味の鋭いスリングブレイド（魔界スリングブレイド）を使うのが特徴。ほかにもフライングフォーアーム、決めポーズなど棚橋と同じ技を使いこなす対棚橋弘至用最終兵器。
- 魔界ヒート

稔がかつて使ったギミック「ヒート」のヒール版。
- 魔界11号
- 魔界12号
- 魔界13号
- ビッグバン・ベイダー

魔界倶楽部・秘密兵器。石狩へのパワーボムを失敗するなどコンディションが往年に比べ悪かった。
- TARU

ヒールユニット「VOODOO-MURDERS」のオジキ。魔界倶楽部の助っ人として登場し、やがて魔界倶楽部の代表的存在となる。
- "brother"YASSHI

VOODOO-MURDERSのオリジナルメンバー。邪道＆外道と対立し、好敵手として対戦していく。
- 近藤修司

VOODOO-MURDERSのオリジナルメンバー。邪道＆外道と対立し、好敵手として対戦していく。

### ハッピ軍団
- 矢野通

ユニット「ハッピ軍団」のリーダー。正規軍で使わなくなった酒豪ギミックを再利用している。紙パックの酒を投げたり紙コップを持参し数名の観客に酒をふるまったりする。初期は「魔界ハッピ軍」として魔界倶楽部サイドであった。
- 柏大五郎
- 石坂鉄平
- TAKUみちのく

かつて新日本に所属した安沢明也の弟。試合前のスキットで「元新日本の選手の弟」と紹介されるも観客の大半が分からなかったため試合後に自己紹介を行った。

### 犬軍団
- 小原道由

新日本を退団後は総合格闘技に挑戦していた時期がある。魔界3号として登場してマスクを脱ぎ新日本マットに復帰。違いは背中に「犬」の文字が書かれていること。その後、魔界倶楽部と対立する側に立っている。
- 後藤達俊

おもにマシンのパートナーとして参戦。

### 無所属
- ミラノコレクションA.T.

中盤から最終興行まで主要人物の一人として活躍。 第3回以降は「棚橋と闘いたい」と魔界倶楽部サイドの人物として登場したが、状況に応じて立ち位置を変えており、魔界倶楽部の一員ではない。「ビビデババデブー」という魔法が使える。
- BENTEN

和装の選手。元はGENTAROの別ギミック。江戸侍らと封印マッチを行う封印マスター。
- 海賊男ガスパー

星野総裁や選手に手錠をかけて拉致する。拉致された人物は出番前に解放されて何もなかったかのようにスキットや試合を行う。そのため立ち位置やギミック設定は「セキュリティ」ということ以外は不明。試合開始前にグッズ売り場、ゲーム体験コーナー、観客席など様々な場所を徘徊する。試合に介入することもある。白衣を着用して登場することもある。

### バックステージレポーター
- アキ

リング裏でのリポートを担当。
- 夏目ナナ

プロレス界のアイドル。なにやら男子が発奮するものに出ているらしい。

## 大会一覧

### 第1回
2006年5月13日、新宿FACEで旗揚げ戦を開催。
メインイベントは棚橋弘至vsタイガーマスク。
通常の興行では場内スクリーンを用いて試合前にその試合の見所やストーリーの現状を観客に伝えているがWRESTLE LANDにおいてはそれに加えて登場人物らによるスキットも上映。この寸劇は第1試合の中でも行われてつぼ原人対愚乱・浪花の試合中にレフェリーのテッド・タナベが観客に拍手をするポイントを示して拍手を要求したが反応は薄かった。また、この試合はエニウェア・フォールマッチ（会場内のどこでもフォールを奪うことが可能な試合形式）であったが1度も外に出ることはなく終わった。魔界倶楽部の復活により新日本を退団していた小原道由が魔界3号として復帰。メインイベントは棚橋弘至対タイガーマスクであったがコスチューム以外は通常通りの試合であった。また、海賊男ガスパーが星野勘太郎に手錠をかけて拉致、連行するという演出があった。しかし全試合終了後には何もなかったかの様に星野が登場して次回大会に他の選手も連れてくると予告。このため拉致は一時的退去に過ぎないことが判明した。

### 第2回
2006年6月30日、新宿FACEで開催。
メインイベントは棚橋弘至vs魔界マスク・ド・カナディアン。
第1回と同様に興行冒頭で海賊男ガスパーが現れ石坂鉄平を拉致して連れて行くが後に何も無かったかのように第2試合に出場する。第1試合は第1回興行と同じつぼ原人対浪花（エニウェアフォールマッチ）。前回と異なり場外に出て行き観客の前から消えた所で第2試合以降が行われた。
メインイベント終了後は次回興行に現れる選手の顔見せと星野総裁による煽りが行われた。続いて第1試合に出ていた2名が戻り決着後に棚橋はつぼ原人と田中は浪花のマスクを付けてボーナストラックとして棚橋&つぼ組対田中&浪花組が行われた。結果は浪花の回転エビ固めを棚橋が耐えると棚橋のタイツがズレて臀部を半分以上露わとなり、そのまま棚橋が浪花の顔の上に腰を下ろす「バーミヤンスタンプ」でフォール勝ちを収めた。また、棚橋から藤波辰爾の退団報告も行われた。

### 第3回
2006年7月23日、ディファ有明で開催。
メインイベントはミラノコレクションA.T.&魔界マスクド・デビロックvs棚橋弘至&ペガサス・キッド（2代目）。
ミラノコレクションA.T.が初参戦して続いて本隊の興行にも参戦。

### 第4回
2006年9月3日、後楽園ホールで開催。
メインイベントは棚橋弘至&田中vs魔界マスクド・デビロック&魔界ヒート。
全試合終了後にボーナスマッチの形で魔界倶楽部とレッスルランド軍の対抗戦が行われた。第4回で初めて大きな対立軸の明示が行われたが中西学が乱入して両軍の大半を倒して「中西ランド」化することを表明。

### 第5回
2006年10月8日、後楽園ホールで開催。
メインイベントはマスクド・デビロックvs魔界マスクド・デビロック。
中西が力道山を模した黒ロングタイツで登場。前回に続き、ボーナストラックバトルが行われた。

### 第6回
2006年10月21日、アクロス福岡で開催。
メインイベントは棚橋弘至&田中vsミラノコレクションA.T.&魔界レイ・コブラ5号。
ボーナストラックバトルには邪道、外道のパートナーとしてレッスルランド道（棚橋）、ハッピーラン道（田中）が登場。

### 第7回
2006年12月8日、大阪市中央公会堂で開催。
メインイベントはTARU&ミラノコレクションA.T.&魔界2号vs棚橋弘至&田中&ペガサス・キッド（2代目）。
ボーナストラックでは中西学がYASSHI、魔界2号、14号、21号を相手に1対4のハンディキャップマッチを行った。

### 第8回
2006年12月23日、後楽園ホールで開催。
メインイベントは棚橋弘至vsミラノコレクションA.T.。
ボーナストラックでは新崎人生が登場。

### 第9回
2007年5月1日、後楽園ホールで開催。
メインイベントは天国vs地獄vs中西"権力争奪"3WAYラダーマッチ、中西学vs棚橋弘至vsTARU。